# Diradops diora
Diradops diora là một loài tò vò trong họ Ichneumonidae.